# Thomas Iftner
Thomas Iftner (* 27. Juli 1958 in Fürth) ist ein deutscher Virologe. Er leitet das Institut für Medizinische Virologie und Epidemiologie der Viruserkrankungen am Universitätsklinikum Tübingen. Seine Forschungsinteressen auf dem Gebiet der Papillomviren reichen von der Grundlagenforschung über Tiermodelle bis hin zu klinischen Studien und molekularer Epidemiologie mit über 170 fachspezifischen Publikationen.

## Leben und Wirken
Im Jahr 1985 erhielt Thomas Iftner sein Diplom in Biologie und 1988 promovierte er an der Universität Erlangen. Seine postgraduale Ausbildung umfasste ein Forschungsstipendium an der University of California, Abt. für Mikrobiologie und Immunologie, Los Angeles, USA. Von 1990 bis 1997 war er an der Universität Erlangen tätig, wo er 1993 habilitierte. Von 1997 bis 2018 war er ordentlicher Professor an der Eberhard-Karls-Universität Tübingen und Leiter der Forschungssektion für Experimentelle Virologie. Im April 2018 übernahm er die Leitung des Instituts für Medizinische Virologie. Er gründete den Studiengang Molekulare Medizin im Jahr 2006 an der Universität Tübingen und war von 2006 bis 2017 Studiendekan für Molekulare Medizin. Von 2009 bis 2020 war er zusätzlich Prodekan in der Medizinischen Fakultät. Darüber hinaus ist er seit 2009 außerordentlicher Professor an der James Cook University, Townsville, Australien. Seit März 2018 sind Thomas Iftner und Tobias Schneider die Geschäftsführer der Universitätsmedizin Gesellschaft für Forschung und Entwicklung mbH.
Nach Tätigkeiten als Mitbegründer und Direktor des Europäischen Consortium gegen Zervixkarzinom (ECCA, Lyon, France) ist Iftner seit 2006 Vorsitzender und Initiator der Projektgruppe Zervita, deren Ziel es ist, die Öffentlichkeit in Deutschland über Risikofaktoren, Prävention, Früherkennung und Behandlung des Zervixkarzinoms und seiner Vorstufen, sowie über Humane Papillomviren zu informieren. Er gehörte zu Expertengruppen des Internationalen Agentur für Krebsforschung (IARC) in Lyon, zur Erstellung des Monographen über Gebärmutterhalskrebs-Prävention und Papillomviren, in dem die gültige Risikoklassifizierung von HPV-Genotypen festgelegt wurde, und des „Cervical Cancer Screening Handbooks“ und war Mitglied der S3-Leitlinie „Prävention des Zervixkarzinoms“.

## Schriften (Auswahl)
- mit U. Schenck, K. U. Petry, L. Gissmann: HPV und Zervixkarzinom – Diagnostik und Prophylaxe. UNI-MED, Bremen 2008, ISBN 978-3-8374-2023-4.
- mit R. Grassmann, B. Fleckenstein: Kanzerogenese durch Viren. In: W. Hiddemann, C. Bartram (Hrsg.): Die Onkologie. 2. Auflage, Springer Medizin, Heidelberg 2010, ISBN 978-3-662-06671-3, S. 224–240.
- Humane Papillomviren. In: Hans-Peter Zenner u. a. (Hrsg.): Herausforderung Mensch-Energie, Ernährung, Gesundheit. Georg Thieme, 2011, ISBN 978-3-13-166991-9, S. 39–47.
- mit T. Ganzenmüller: Papillomviren und Polyomaviren. In: Sebastian Suerbaum, Helmut Hahn, Gerd-Dieter Burchard, Stefan H. E. Kaufmann, Thomas F. Schulz (Hrsg.): Medizinische Mikrobiologie und Infektiologie. 7. Auflage, Springer, 2012, ISBN 978-3-642-24166-6, S. 528–535.